# 태합기 (1965년 드라마)
《태합기》(太閤記 타이코우키[*])는 1965년 1월 3일부터 12월 26일까지 일본방송협회에서 제작한 대하드라마로 대하드라마 시리즈의 세 번째 작품이다. 방영횟수는 총 52회이다. 주인공은 농민 출신으로 오다 노부나가에게 임관하였고, 노부나가 사후 전국을 통일한 도요토미 히데요시이다.
NHK 대하드라마가 가장 많이 다루는 시대인 전국시대를 다룬 최초의 대하드라마로서 원래 대하드라마는 1963년의 《꽃의 생애》, 1964년의 《아코 낭인》에서 끝내려 했으나 대형 스케일의 사극을 한번만 더 만들어보자는 NHK 측의 의사에 따라 《태합기》가 편성되었고 본래는 《태합기》를 끝으로 대하드라마 시리즈를 종결할 예정이었다. 《꽃의 생애》와 《아코 낭인》이 영화배우들로 포진한 화려한 캐스팅을 자랑했던 반면, 《태합기》는 신인·연극 배우 중심으로 캐스팅이 이루어졌고 이 덕분에 제작비가 남아 전투 장면에서 물량을 더 동원하고 헬리콥터를 이용하여 전투를 묘사하는 등 당시로서는 스케일 큰 영상미를 선보일 수 있었다.
주인공인 도요토미 히데요시 역을 맡은 오가타 켄은 주목을 받았으나, 이보다 더 큰 주목을 받은 이는 바로 오다 노부나가 역을 맡은 타카하시 코지로 본래는 극의 절반 지점에서 혼노지의 변으로 하차할 예정이었으나, 시청자들이 NHK에“노부나가를 죽이지 말아달라”는 엽서가 쇄도하였고 이에 혼노지의 변을 다룬 회차는 전체 52회 중 42회에 방송되어 예정 방송 시기보다 3개월 가까이 연기되었다. 또한 혼노지의 변 때 최고 시청률 39.7%를 기록하였다.
타카하시 코지와 오가타 켄은 13년 뒤인 1978년, 대하드라마 《황금의 나날》에서 다시 한번 오다 노부나가와 도요토미 히데요시 역을 맡아 콤비 연기를 선보였다.

## 배역

### 도요토미가
- 도요토미 히데요시: 오가타 켄
- 네네(히데요시의 정실): 후지무라 시호
- 나카(히데요시의 어머니): 나니와 치에코
- 도요토미 히데나가: 토미타 코타로
- 도요토미 히데츠구: 타무라 마사카즈
- 요도도노: 미다 요시코
- 도요토미 히데요리: 우에다 히데요

#### 도요토미의 가신
- 하치스카 고로쿠: 사잔카 큐
- 마에다 토시이에: 카와즈 유스케
- 타케나카 한베에: 후쿠다 요시유키
- 쿠로다 칸베에: 타무라 타카히로
- 이시다 미츠나리: 이시자카 코지

### 오다가
- 오다 노부나가: 타카하시 코지
- 노: 이나노 카즈코
- 오이치: 키시 케이코
- 모리 란마루: 카타오카 타카오
- 시바타 카츠이에: 나카무라 카몬
- 아케치 미츠히데: 사토 케이

### 기타
- 다케다 신겐: 하야카와 셋슈
- 우에스기 켄신: 이시야마 켄지로
- 사이토 도산: 우에다 키치지로
- 도쿠가와 이에야스: 오노에 키쿠조
- 이마가와 요시모토: 미쿠니 이치로
- 센노 소에키: 시마다 쇼고
- 오후쿠: 프랭키 사카이